# Anisoperas aurantiaca
Anisoperas aurantiaca là một loài bướm đêm trong họ Geometridae.